# بدون فلتر 2 (مسلسل)
بدون فلتر2 مسلسل سعودي عرض في شهر رمضان عام 2019 المسلسل من بطولة عبد الله السدحان وهو عبارة عن حلقات متنوعة كل حلقة. يتناول موضوع مختلف  

## طاقم العمل

### الممثلين
- عبدالله السدحان
- محمد المنصور
- محمد الكنهل
- زارا البلوشي
- علي الغامدي
- نورة البلوشي
- فايز شودري
- حمد الصالح
- إبراهيم الحجاج
- شجاع نشاط
- عبدالرحيم الشربجي

### إخراج
- محمد سندي   (مخرج)
- عبدالرحيم الشربجي (مساعد مخرج)

### تأليف
- رياض الصالحاني.   (مؤلف)
- فهد الأسطا   (مؤلف)
- منال العويبيل (تأليف حلقتين: متلازمة الأخت الكبرى - دفع أمامي للقدمين)

### موسيقى
- محمد ناصف   (موسيقى تصويرية)

### إنتاج
- تلفزيون المملكة العربية السعودية (منتج)